# Преброителят на пясък
Преброителят на пясък (на гръцки: Ψαμμίτης, Псамит) е математически труд на древногръцкия учен Архимед, в която той излага метод на намиране на горна граница на броя песъчинки, които се вписват във Вселената.
За да се направи това, е необходимо да се преодолеят две основни предизвикателства – да се преценят размерите на Вселената според тогавашните модели, и да се намери начин да се именуват изключително големи количества. Тази работа, известна на латински като Archimedis Syracusani Arenarius & abbr Circuli, е около 8 страници в превод, и е адресирана към тирана на Сиракуза Гелон II (син на Хиерон II). Това е може би най-достъпната работа на Архимед и в известен смисъл е първата научноизследователска статия.
Преди всичко, за Архимед е било необходимо да намери начин за именуване на големите числа. Използваната по негово време числовата система е позволявала да се изразят числа до мириад (μυριάς – 10 000). С използването на самата дума мириад, може веднага да се увеличи интервала на наименувани числа до един мириад мириади (108). Архимед нарича числата до 108 числа от „първи ред“, а самото число 108  обозначава като „единица от втори ред“. Кратни на тази единица тогава стават числа от втори ред, като тази единица може да бъде изброена мириад-мириад пъти, 108·108=1016. Тя става на свой ред „единица от трети ред“, а нейните кратни са числа от трети ред, и така нататък. Архимед продължава така именуването на числа до мириад мириади единицата от 108-ия ред, т.е.:
{\displaystyle 10^{8.10^{8}}=(10^{8})^{10^{8}}}.
След като описва това, Архимед нарича редовете определени дотук „редове от първи период“, и нарича последия „единица от втори период“. След това той изгражда редовете от втори период, като кратни на тази единица, по същия начин, по който са построени редовете в първия период. Продължавайки по този начин, той в крайна сметка достига до редове на мириад мириади-ния период. Най-голямото число наименувано от Архимед е последното число в този период, което е:
{\displaystyle \left((10^{8})^{(10^{8})}\right)^{(10^{8})}=10^{8\cdot 10^{16}}.}